# 1541 Естонія
1541 Есто́нія (1541 Estonia) — астероїд головного поясу, відкритий 12 лютого 1939 року.
Тіссеранів параметр щодо Юпітера — 3,329.